# Longitarsus solidaginis
Longitarsus solidaginis är en skalbaggsart som beskrevs av Horn 1889. Longitarsus solidaginis ingår i släktet Longitarsus och familjen bladbaggar. Inga underarter finns listade i Catalogue of Life.